# Cerro Titivilla
El cerro Titivilla es un volcán erosionado ubicado en los Andes de Bolivia, en el istmo que separa el salar de Coipasa, al norte, del salar de Uyuni. La pendiente máxima en su zona de cumbre es de 30°. El estratovolcán y el vecino volcán Tunupa se formaron hace entre 3,5 y 2,5 millones de años (Ma) sobre estructuras con orientaciones noreste-suroeste y nornoreste-sursudoeste, y pertenecen a la cadena volcánica Tungapujo-Guachacoyo. Los volcanes están formados por andesita y dacita pertenecientes a series calcoalcalinas ricas en potasio.
Titivilla experimentó un colapso de su edificio volcánico que desencadenó una avalancha de escombros de 20 kilómetros de longitud. La avalancha descendió 1.350 metros de altitud con un acimut de 68° y cubrió una superficie de 189 kilómetros cuadrados. El deslizamiento dejó un anfiteatro de 6 kilómetros de ancho en el lado estenoreste del volcán, el cual cortó flujos de lava más antiguos. Originalmente, este anfiteatro fue interpretado como un cráter de explosión.
El lado norte de la avalancha presenta grandes bloques de hasta varios kilómetros de longitud que son difíciles de distinguir de las lavas erosionadas del vecino Cerro Grande. El sector oriental contiene megabloques y colinas en forma de domo (hummocks). La parte sur del deslizamiento presenta una topografía ondulada de escala mucho menor. La topografía del deslizamiento fue enterrada por los niveles altos de los antiguos lagos del Altiplano y contiene depósitos lacustres. Los paleolagos Minchin (28.000 a. P.) y Escara (50.000 a. P.) ciertamente sumergieron los depósitos del deslizamiento.
El volcán estuvo activo durante el Plioceno-Pleistoceno. Un flujo de lava dentro de la cicatriz del deslizamiento constituye la única actividad volcánica clara posterior al colapso. Se origina en la parte norte de la abertura del deslizamiento y se extiende por 7 kilómetros hasta las orillas del salar de Coipasa.